# Muota
La Muota est une rivière des Alpes suisses. C'est un affluent droit de la Reuss, donc un sous-affluent du Rhin par l'Aar.

## Géographie
La longueur de son cours d'eau est de 29 km. Son bassin versant est de 316 km2. Elle conflue dans le Lac des Quatre-Cantons, à 434 m d'altitude, à l'ouest de Brunnen, donc la Reuss, un affluent de l'Aar.